# Giuseppe Simonelli

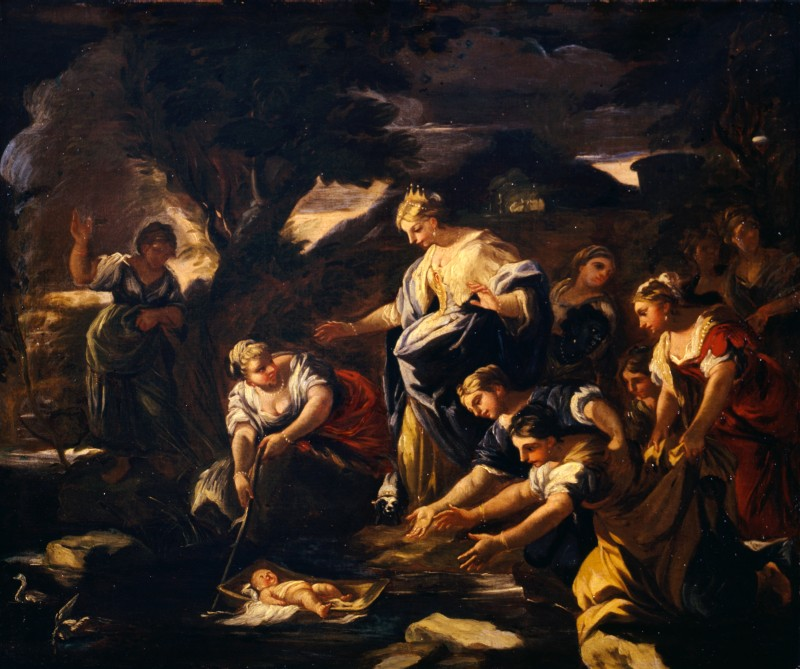
Mosè salvato dalle acque, 1675-1680 (Fondazione Cariplo)

Giuseppe Simonelli (Napoli, 1650 – Napoli, 1710) è stato un pittore italiano del periodo tardo barocco.

## Biografia
Giuseppe Simonelli nacque a Napoli nel 1650, anche se altri storici dell'arte fissano la sua data di nascita all'anno precedente, mentre l'Abate Lanzi nella sua Storia pittorica dell'Italia sposta la sua data di morte:
Fu uno dei migliori esponenti della scuola di Luca Giordano. Con "Luca fa presto" (soprannome del Giordano datogli vista la velocità con cui dipingeva anche grandi opere) si esercitò nella rifinitura delle sue opere. Il Simonelli apprese l'arte del maestro a tal punto che, quando questi lasciò, nel 1692, Napoli per la Corte del re di Spagna, dette a Simonelli il compito di concludere le sue opere napoletane per consegnarle ai committenti.
Purtroppo questa dote della ricopiatura dei dipinti del Giordano ha fatto un po' di pubblicità negativa intorno alle vere capacità espressive del Simonelli, come si deduce da questo passaggio, abbastanza spietato, della Vita del pittore scritta da Bernardo de Dominici, tratto dal suo libro Vite dei pittori, scultori e architetti napoletani (1846):
(p. 204)
E anche il già citato Abate Lanzi, scrive:
(p. 151)
In seguito il Simonelli cominciò a dipingere anche tele di propria mano, visto che a Napoli rimaneva il più talentuoso tra gli allievi del Giordano ed ebbe molte commissioni soprattutto per le chiese partenopee e del suo territorio. In un primo tempo i lavori di Simonelli furono spesso ritoccati dal Giordano stesso tanto che alcune opere del Simonelli furono confuse con quelle del più celebrato maestro.
Una delle sue prime opere fu un quadro con I santi martiri per il Collegio dei Gesuiti di Trapani, datata 1690. All'anno successivo risale una tela con San Nicola da Tolentino per la chiesa di Santa Maria della Speranza. Lavorò continuamente sino alla sua morte e la lista delle sue opere è molto lunga. Il Rosini nella Storia della pittura italiana esposta coi monumenti (1847) lo definisce: "pittor fecondissimo e fortunatissimo". La più celebre delle sue opere è stata la serie di 28 quadri per la Chiesa dell'Annunziata di Aversa, dipinti tra il 1702 e il 1703 insieme al fratello Gennaro. Attivo anche a Teano, la sua Assunta adornava la Chiesa di San Francesco fino al secondo conflitto mondiale, quando fu perso per sempre a causa dei bombardamenti alleati.
Giuseppe Simonelli si spense a Napoli nel 1710, o 1713. Fra i suoi allievi possiamo annoverare Gian Leonardo Pinto, Gennaro Abbate, il fratello Gennaro Simonelli e il figlio Matteo Simonelli, suoi collaboratori.

## Galleria d'immagini

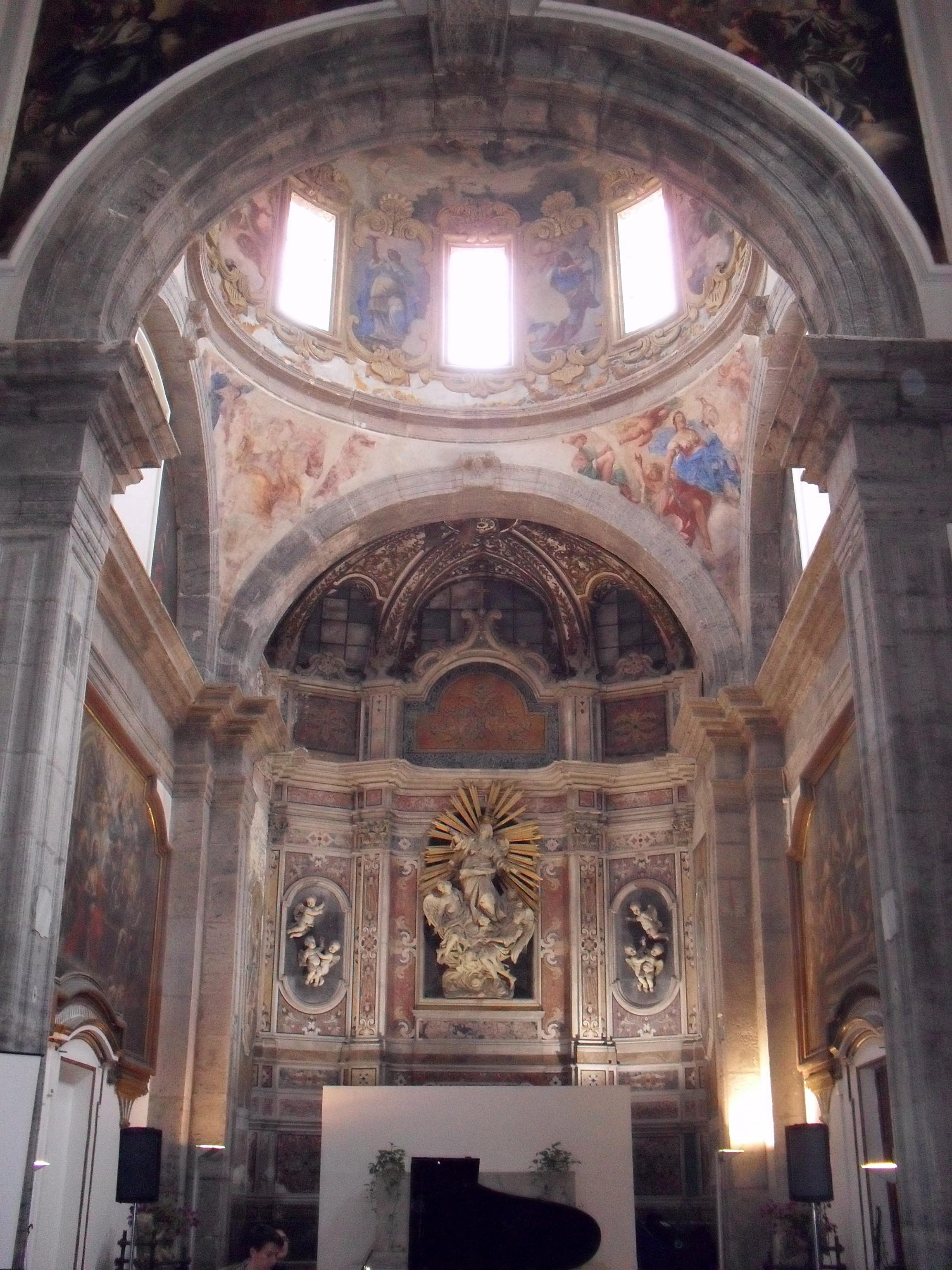
Affreschi dell'altare di Santa Maria Donnaromita di Luca Giordano e Giuseppe Simonelli
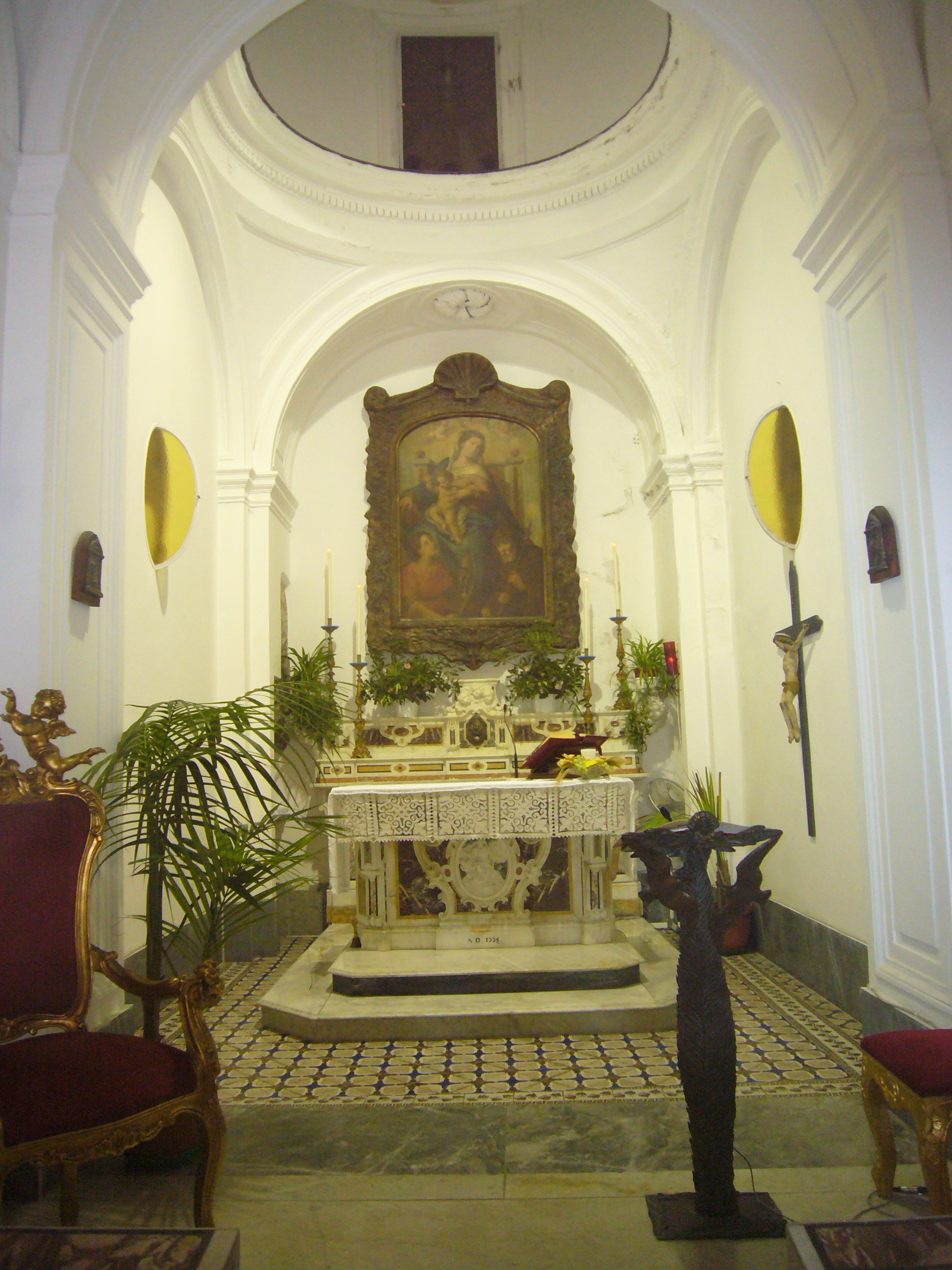
Madonna e San Francesco di Paola, Forio d'Ischia, Chiesa di San Francesco di Paola

## Le opere
- Benevento
  - Basilica di San Bartolomeo, I Santi Protettori
- Torre del Greco
  - Chiesa dell'Immacolata Concezione, Crocifissione e tondi con Sant'Anna, San Filippo Neri, San Gennaro, San Michele Arcangelo e Santa Teresa
- Sulmona
  - Chiesa dell'Annunziata, Nascita della Vergine, Visitazione
  - Museo Civico, tele
- Lecce
  - Chiesa di San Giacomo, San Pasquale Baylon
- Teverola
  - Chiesa di San Giovanni Evangelista in Taverola, Apoteosi di San Giovanni Evangelista
- Aliano
  - Chiesa di San Luigi, Assunta
- Cirigliano
  - Cappella dell'Addolorata, Madonna con Bambino e San Filippo Neri, San Michele
- Marsico Nuovo
  - Cattedrale, Santa Lucia, Santa Barbara
- Rotonda
  - Chiesa di Santa Maria della Consolazione, Madonna del Carmine con le sante Caterina e Maddalena, Assunta
- Brienza
  - Chiesa di San Zaccaria, Circoncisione
- Forio d'Ischia
  - Chiesa di San Francesco di Paola, La Vergine che dà la regola a San Francesco
- Procida
  - Abbazia di San Michele Arcangelo, tele tra i finestroni della navata e tele dell'arco trionfale
- Avellino
  - Duomo, Predicazione di San Gaetano da Thiene e Santi Modestino, Flaviano e Fiorentino (questa ultima tela è andata completamente distrutta durante il terremoto dell'Irpinia).
- Somma Vesuviana
  - Chiesa di San Sossio: Il Martirio di San Sossio (tela)

### Napoli
- - Chiesa di Santa Brigida: affreschi della sacrestia iniziati da Luca Giordano, completati dal Simonelli dopo il 1703.
  - Chiesa di Santa Maria di Montesanto: Santa Cecilia, Padre Eterno Benedicente (tele)
  - Chiesa di Sant'Anna dei Lombardi: affreschi
  - Chiesa di Santa Maria Donnaromita: affresco della cupola di Luca Giordano Il passaggio del Mar Rosso completato da Simonelli e affreschi della tribuna.
  - Chiesa di San Gregorio Armeno: Mosè fa scaturire l'acqua dalla rupe; Caduta della manna (tele)
  - Chiesa dei Girolamini: affreschi nella Cappella dell'Immacolata
  - Quadreria dei Girolamini: Cristo tra i dottori (tela)
  - Basilica di Santa Restituta: Arrivo ad Ischia del corpo di Santa Restituta (tela), completata da Luca Giordano
  - Chiesa di Santa Caterina a Formiello: Scene della vita di San Giacomo (affreschi)
  - Chiesa di San Carlo alle Mortelle: Immacolata e Santi (tela)
  - Chiesa di Santa Maria della Speranza: Sant'Antonio da Padova in preghiera (tela)
  - Chiesa di San Giovanni Battista delle Monache: Madonna del Rosario (tela, 1702, trasferita in altra sede)
  - Chiesa di San Nicola da Tolentino (Napoli): Addolorata; San Giovanni Evangelista (tele)
  - Chiesa di Santa Maria della Mercede e Sant'Alfonso Maria de' Liguori: Sant'Anna; I Santi Celestino V e Antonio da Padova (tele)
  - Chiesa dei Santi Marcellino e Festo: Il Passaggio del Mar Rosso (tela, 1700)
  - Chiesa di Sant'Angelo a Segno: Santa Rosa (tela, trasferita in altra sede)
  - Chiesa dei Santi Cosma e Damiano a Secondigliano: Scene della Vita dei Santi Cosma e Damiano (affreschi)
  - Chiesa di Gesù e Maria: Il Calvario (tela, trasferita in altra sede)
  - Gallerie d'Italia di Napoli: l'Immacolata (olio su tela)

## Collezioni private
- Rinaldo e Armida
- La strage degli innocenti (replica della tela di Aversa)
- Sacra Famiglia
- Ecce Homo coll. privata, Roma
- San Michele Arcangelo che sconfigge gli Angeli ribelli, Visione della Vergine a San Filippo Neri, coll. privata.

## Altre opere
Nelle descrizioni della città di Napoli, scritte tra il Settecento e l'Ottocento, vengono citate altre opere del Simonelli, talvolta non più in situ.

Giuseppe de Simone ci dice, ad esempio che nella Chiesa di San Nicola da Tolentino
(Giuseppe de Simone, Le chiese di Napoli descritte ed illustrate da Giuseppe de Simone con tavole litografiche dirette da Prota e Lotti (1845) p. 47)
Luigi Catalani gli attribuisce 
- Nella chiesa di San Giovanni Battista:

(Luigi Catalani, Le Chiese di Napoli, 1845, p. 10)
- In Santa Maria della Redenzione, varie tele come: "San Francesco d'Assisi caduto in deliquio ed assistito dall'Angelo", "Sant'Anna, San Giuseppe e la Verginella Maria" (loc. cit. p. 14)
- La tela della "S.S. Vergine della Concezione" nella Chiesa dello Spirito Santo (loc. cit. p. 35)
- Quattro tele con Le storie di Cristo per l'Arciconfraternita di Santa Maria dell'Orazione e Morte dei Verdi dello Spirito Santo (loc. cit. p. 41)
- Nella Chiesa di San Nicola alla Carità, una tela con "Il martirio di Santo Stefano" (loc. cit. p. 46)

Mentre il Celano nel suo tomo Notizie del bello e dell'antico e del curioso della città di Napoli (1856) gli attribuisce:
- L'affresco della Cappella di Santa Francesca Romana e quelli della Cappella Nauclerio nella Chiesa di Monteoliveto.
- I nuovi affreschi della volta della Cappella di San Carlo Borromeo nella chiesa del Gesù Nuovo.